# Världsmästerskapen i friidrott 1980
Världsmästerskapen i friidrott 1980 var den andra världsomspännande mästerskapstävlingen i friidrott som arrangerades av Internationella Friidrottsförbundet (IAAF). Tävlingen avhölls den 14 till 16 augusti på De Baandert i Sittard, Nederländerna och bestod av två grenar: löpning 3 000 meter för damer och 400 m häck för damer.
Världsmästerskapet arrangerades på grund av att de nämnda löpgrenarna inte ingick i de Olympiska sommarspelen 1980 i Moskva (Internationella olympiska kommittén och IAAF hade en överenskommelse att OS även gällde som världsmästerskap i friidrott). Moskva-OS avhölls 24 juli - 1 augusti och bojkottades av ett femtiotal nationer på grund av den sovjetiska invasionen av Afghanistan. Sovjetunionen deltog inte i tävlingen i Sittard, men länder från både öst och väst deltog i övrigt. 
Turneringen var det första världsmästerskapet i friidrott med ett dopningsfall. En kvinna från Spanien diskvalificerades efter sin semifinal i 400 m häck.

## Resultat

### 3000 m, damer, final
Datum: 16 augusti
| Placering | Deltagare          | Nation       | Tid (m:s) |
| --------- | ------------------ | ------------ | --------- |
| 1         | Birgit Friedmann   | Västtyskland | 8:48,1    |
| 2         | Karoline Nemetz    | Sverige      | 8:50,2    |
| 3         | Ingrid Christensen | Norge        | 8:58,8    |
| 4         | Joëlle De Brouwer  | Frankrike    | 8:59,0    |
| 5         | Breda Pregar       | Jugoslavien  | 8:59,7    |
| 6         | Penny Werthner     | Kanada       | 9:03,5    |
| 7         | Charlotte Teske    | Västtyskland | 9:04,3    |
| 8         | Eva Ernström       | Sverige      | 9:07,7    |

### 400 m häck, damer, final
Datum: 16 augusti
| Placering | Deltagare        | Nation         | Tid (s) |
| --------- | ---------------- | -------------- | ------- |
| 1         | Bärbel Broschat  | Östtyskland    | 54,55   |
| 2         | Ellen Neumann    | Östtyskland    | 54,56   |
| 3         | Petra Pfaff      | Östtyskland    | 55,84   |
| 4         | Mary Appleby     | Irland         | 56,51   |
| 5         | Esther Mahr      | USA            | 56,81   |
| 6         | Hilde Fredriksen | Norge          | 56,85   |
| 7         | Lynette Foreman  | Australien     | 58,24   |
|           | Christine Warden | Storbritannien | DQ      |